# Laurie Metcalf
Lauren Ophelia (Laurie) Metcalf (Carbondale (Illinois), 16 juni 1955) is een Amerikaans actrice. Ze speelde onder meer Jackie Harris in Roseanne, Debbie Salt in Scream 2 en Carolyn Bigsby in Desperate Housewives.
Voor haar bijrol in Lady Bird werd ze genomineerd voor een Oscar.
Voor haar rol als zus van het titelpersonage in Roseanne ontving ze een Emmy-award, evenals voor haar gastrollen in 3rd Rock from the Sun en Monk. Daarnaast speelde ze onder meer in Absolutely Fabulous, Malcolm in the Middle, Frasier, Without a Trace, Grey's Anatomy, My Boys, Dharma & Greg en The Big Bang Theory.
Metcalf speelt tevens in films. In Internal Affairs en Scream 2 speelde ze een serieuze rol, maar doorgaans wordt ze getypecast voor een humoristische rol, zoals in Desperately Seeking Susan, Making Mr. Right, Miles from Home, Stars and Bars, Uncle Buck, A Dangerous Woman, Piratenplaneet, Toy Story, Runaway Bride en Leaving Las Vegas.
Ze is getrouwd met acteur Matt Roth en heeft drie kinderen: Will en Mae samen met Matt Roth, en Zoe samen met haar ex-man, acteur Jeff Perry.

## Filmografie (selectie)
- 1985 - Desperately Seeking Susan (Susan Seidelman)
- 1988 - Candy Mountain (Robert Frank)
- 1989 - Uncle Buck (John Hughes)
- 1990 - Internal Affairs (Mike Figgis)
- 1990 - Pacific Heights (John Schlesinger)
- 1991 - JFK (Oliver Stone)
- 1993 - A Dangerous Woman (Stephen Gyllenhaal)
- 1993 - Blink (Michael Apted)
- 1995 - Leaving Las Vegas (Mike Figgis)
- 1995 - Toy Story (John Lasseter) (stemrol)
- 1997 - Scream 2 (Wes Craven)
- 1999 - Toy Story 2 (John Lasseter) (stemrol)
- 2002 - Piratenplaneet (Walt Disney Animation Studios) (stemrol)
- 2007 - Meet the Robinsons (Walt Disney Animation Studios) (stemrol)
- 2007 - Georgia Rule (Garry Marshall)
- 2010 - Toy Story 3 (Lee Unkrich) (stemrol)
- 2017 - Lady Bird (Greta Gerwig)
- 2019 - Toy Story 4 (Josh Cooley) (stemrol)